# 霍季科沃

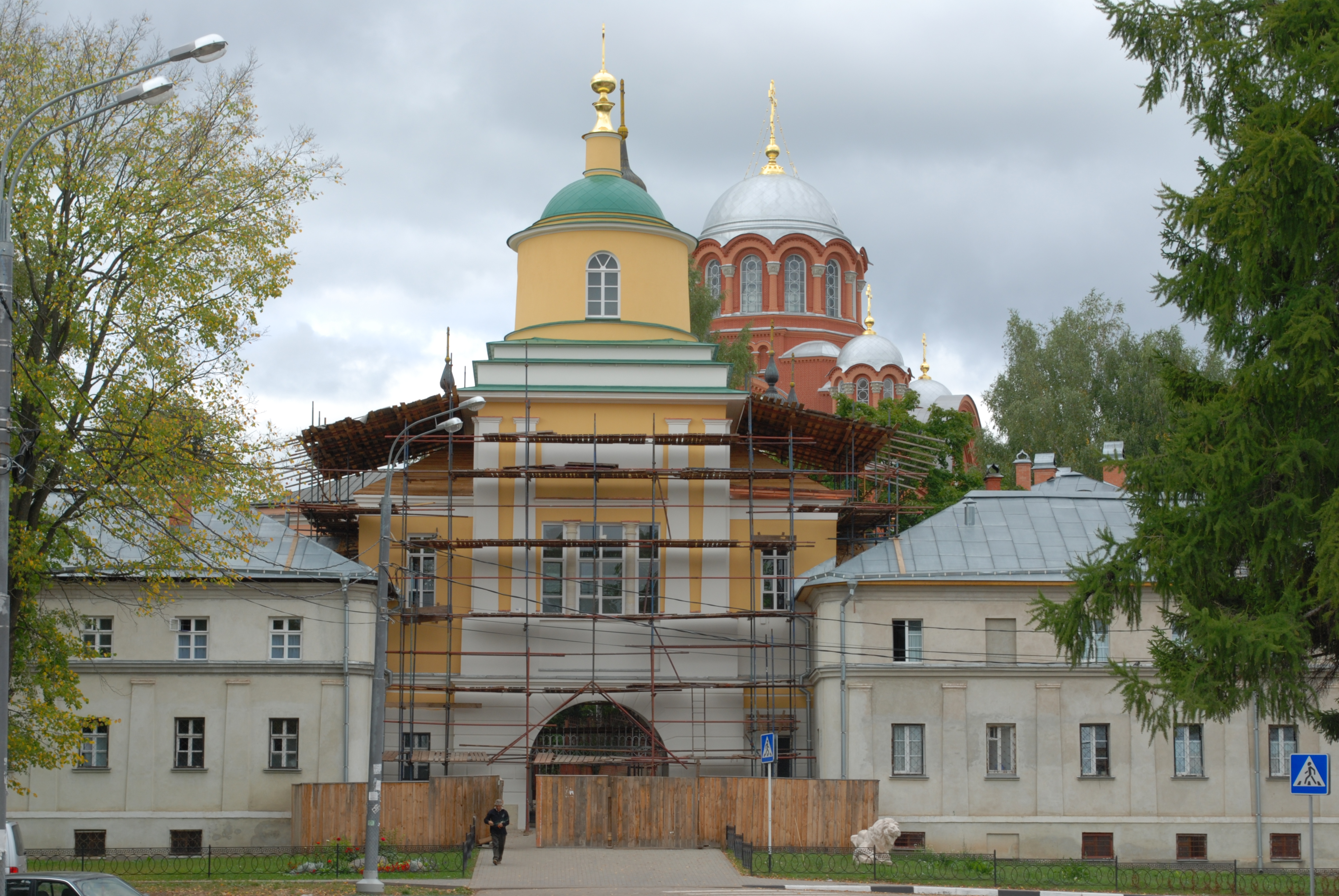

霍季科沃（俄语：Хотько́во）是俄羅斯莫斯科州東北部的一個城市。位於莫斯科東北60公里。2002年人口20,957人。
1308年首見於文獻。1949年設市。